# Softbol nos Jogos Mundiais de 2009
As competições do softbol nos Jogos Mundiais de 2009 ocorreram entre 17 e 20 de julho no Estádio Lide Baseball. O torneio foi disputado apenas por mulheres.

## Quadro de medalhas
Nota: as medalhas não fazem parte do quadro oficial de medalhas dos Jogos.
| Ordem | País          | Medalha de ouro | Medalha de prata | Medalha de bronze |   |
| ----- | ------------- | --------------- | ---------------- | ----------------- | - |
| 1     | Japão         | 1               |                  |                   | 1 |
| 2     | Taipé Chinesa |                 | 1                |                   | 1 |
| 3     | Coreia do Sul |                 |                  | 1                 | 1 |
| TOTAL | TOTAL         | 1               | 1                | 1                 | 3 |

## Medalhistas
|  | Japão |  | Taipé Chinesa |  | Coreia do Sul |
|  | Yuko Chonan Satomi Hamauzu Megumi Inoue Nana Ishida Mai Kasuhari Sayaka Mori Ryo Morita Yuri Nishikawa Rie Nishioka Erika Ohmura Kaori Okada Kaoru Oyanagi Erika Shigefuji Nana Tanabe Shiho Taniike |  | Chang Li-Chiu Chang Man-Hsoan Chiang Hui-Chuan Chiu An-Ju Chueh Ming-Hui Chung Hui-Lin Kao Ching-Yi Lai Meng-Ting Lee Hsiao-Chi Li Chiu-Ching Li Szu-Shih Lin Pei-Chun Lo Yin-Sha Wu Hsin-Ying Yang Yi-Ting |  | Choi Mi Jin Hong Kija Jeong Yoonyoung Jung Young Mi Kang Hee Young Kim Jin A Kim Miniyoung Lee Bok Hee Lee Eunmi Lim Mii Ran Noh Keumran Pak Sun Yeo Park Suyoun Suk Eunjung Yoon Hye Young |

## Resultados

### Primeira fase
| 1 | Japão         |
| 2 | Taipé Chinesa |
| 3 | Coreia do Sul |
| 4 | Rússia        |
| 5 | Canadá        |
| 6 | Singapura     |

Todos os horários seguem a hora oficial de Taiwan (UTC+8)
| Horário                 | Jogo          | Jogo | Jogo          |
| ----------------------- | ------------- | ---- | ------------- |
| 1ª rodada - 17 de julho |               |      |               |
| 09:00                   | Taipé Chinesa | 11-0 | Canadá        |
| 11:15                   | Rússia        | 3-2  | Coreia do Sul |
| 13:30                   | Japão         | 0-0  | Singapura     |
| 2ª rodada - 17 de julho |               |      |               |
| 15:45                   | Coreia do Sul | 7-0  | Canadá        |
| 18:00                   | Rússia        | 11-4 | Singapura     |
| 20:15                   | Japão         | 0-6  | Taipé Chinês  |
| 3ª rodada - 18 de julho |               |      |               |
| 09:00                   | Singapura     | 0-13 | Coreia do Sul |
| 11:15                   | Canadá        | 1-13 | Japão         |
| 13:30                   | Rússia        | 0-3  | Taipé Chinês  |

| Horário                 | Jogo          | Jogo | Jogo          |
| ----------------------- | ------------- | ---- | ------------- |
| 4ª rodada - 18 de julho |               |      |               |
| 15:45                   | Coreia do Sul | 0-2  | Japão         |
| 18:00                   | Rússia        | 4-5  | Canadá        |
| 20:15                   | Singapura     | 0-18 | Taipé Chinesa |
| 5ª rodada - 19 de julho |               |      |               |
| 09:00                   | Rússia        | 2-6  | Japão         |
| 11:15                   | Taipé Chinesa | 8-1  | Coreia do Sul |
| 13:30                   | Canadá        | 6-3  | Singapura     |

### Segunda fase
| Horário     | Jogo   | Jogo          | Jogo | Jogo          |
| ----------- | ------ | ------------- | ---- | ------------- |
| 19 de julho |        |               |      |               |
| 17:00       | Jogo 1 | Coreia do Sul | 2-1  | Rússia        |
| 19:30       | Jogo 2 | Japão         | 2-1  | Taipé Chinesa |

| Horário     | Jogo                | Jogo          | Jogo | Jogo          |
| ----------- | ------------------- | ------------- | ---- | ------------- |
| 20 de julho |                     |               |      |               |
| 13:00       | Decisão do 3º lugar | Coreia do Sul | 0-7  | Taipé Chinesa |
| 15:00       | Final               | Japão         | 4-2  | Taipé Chinesa |

### Classificação final
| Pos. | País          |
| ---- | ------------- |
|      | Japão         |
|      | Taipé Chinesa |
|      | Coreia do Sul |
| 4    | Rússia        |
| 5    | Canadá        |
| 6    | Singapura     |